# Leptogorgia principensis
Leptogorgia principensis is een zachte koraalsoort uit de familie Gorgoniidae. De koraalsoort komt uit het geslacht Leptogorgia. Leptogorgia principensis werd in 1992 voor het eerst wetenschappelijk beschreven door Grasshoff. 